# Kim Jan-di (judokate)
Dans ce nom coréen, le nom de famille, Kim, précède le nom personnel.
Pour les articles homonymes, voir Kim.
Kim Jan-Di (coréen : 김잔디), née le 15 juin 1991, est une judokate sud-coréenne.

## Palmarès international en judo
| Jeux asiatiques     | Jeux asiatiques | Jeux asiatiques |
| Année               | Médaille        | Catégorie       |
| ------------------- | --------------- | --------------- |
| 2010                | argent          | –57 kg          |
| 2014                | argent          | –57 kg          |
| Championnats d'Asie |                 |                 |
| Année               | Médaille        | Catégorie       |
| 2011                | argent          | –57 kg          |
| 2012                | bronze          | –57 kg          |
| 2013                | argent          | –57 kg          |
| 2015                | bronze          | –57 kg          |
| 2016                | argent          | –57 kg          |